# Hall of Fame Open 2019
Hall of Fame Open 2019 — тенісний турнір, що проходив на кортах з твердим покриттям у місті Ньюпорт, США з 15 липня. Належав до категорії ATP Tour 250.

## Фінальна частина

### Одиночний розряд
Джон Ізнер —  Олександр Бублик 7–6(7–2), 6–3

### Парний розряд
Марсель Гранольєрс /  Сергій Стаховський —  Марсело Аревало /  Мігель Ангел Реєс-Варела 6–7(10–12), 6–4, [13–11]